# マクシミリアン・ヨーゼフ・フォン・エスターライヒ＝エステ
マクシミリアン・ヨーゼフ・フォン・エスターライヒ＝エステ（Maximilian Joseph von Österreich-Este, 1782年7月14日 - 1863年6月1日）は、神聖ローマ皇帝フランツ1世およびマリア・テレジア夫妻の四男フェルディナント大公とその妻のマッサ＝カッラーラ女公マリーア・ベアトリーチェ・デステの四男。オーストリア＝エステ大公。ドイツ騎士団総長（在職：1835年 - 1863年）。全名はマクシミリアン・ヨーゼフ・ヨハン・アンブロジウス・カール（Maximilian Joseph Johann Ambrosius Karl）。